# Medov Dolac
Medov Dolac (Medovdolac) naselje je u općini Lovreć, u Splitsko-dalmatinskoj županiji.

## Zemljopis
Naselje se nalazi sjeverozapadno od Dobrinča. 

## Stanovništvo
Godine 1869. i 1921. sadrže podatke za naselje Dobrinče.
| broj stanovnika | 322   | 557   | 428   | 497   | 599   | 741   | 1075  | 562   | 824   | 725   | 675   | 721   | 536   | 382   | 238   | 163   | 92    |
|                 | 1857. | 1869. | 1880. | 1890. | 1900. | 1910. | 1921. | 1931. | 1948. | 1953. | 1961. | 1971. | 1981. | 1991. | 2001. | 2011. | 2021. |

## Poznate osobe
- Ivan Raos, književnik
- Marijan Ivan Čagalj, katolički svećenik, hrv. književnik i povjesničar umjetnosti
- Josip Čorić, katolički svećenik i publicist, tri godine župnik u Medovu Dolcu

- Mihovil Bogoslav Matković, komunikolog i publicist
- don Matko Džaja, katolički svećenik, pjesnik, duhovni pisac i župnik
- Vicko Vrdoljak, pedagog i politički emigrant[3]